# Medal Zaszczytnej Służby Narodowego Systemu Obrony Republiki Litewskiej
Medal Zaszczytnej Służby Narodowego Systemu Obrony Republiki Litewskiej (lit. Lietuvos Respublikos krašto apsaugos sistemos medalis "Už pasižymėjimą") – litewskie wojskowe odznaczenie resortowe. 
Trzecie w kolejności odznaczenie szczebla Narodowego Systemu Obrony Republiki Litewskiej nadawane jest za odwagę i poświęcenie podczas wykonywania obowiązków służbowych; za służbę w warunkach zagrażających życiu; za osobisty wkład w dowodzenie jednostkami w ekstremalnych warunkach; za zaangażowanie w ochronę personelu i wyposażenia wojskowego, oraz mienia państwowego; za wybitne dokonania podczas służby w misjach międzynarodowych poza granicami kraju.
Medal mogą otrzymać żołnierze służby czynnej, a także (w wyjątkowych przypadkach) żołnierze obcych armii.

## Insygnia
Oznaką medalu jest srebrny krzyż; pomiędzy jego ramionami widnieją złocone promienie w kształcie mieczy. Na krzyż nałożony jest emaliowany na czerwono medalion z herbem Republiki Litewskiej. Medalion jest otoczony złoconym wieńcem laurowym.
Oznaka zawieszona jest wstążce o szerokości 32 mm. Pośrodku niej – biały pas o szerokości 12 mm. Od niego ku krawędziom wstążki przebiegają kolejno paski: złoty (szer. 1 mm), niebieski (szer. 3 mm), biały (szer. 2 mm), czerwony (szer. 2 mm) i złoty (szer. 1 mm).